# Filó de Larisa

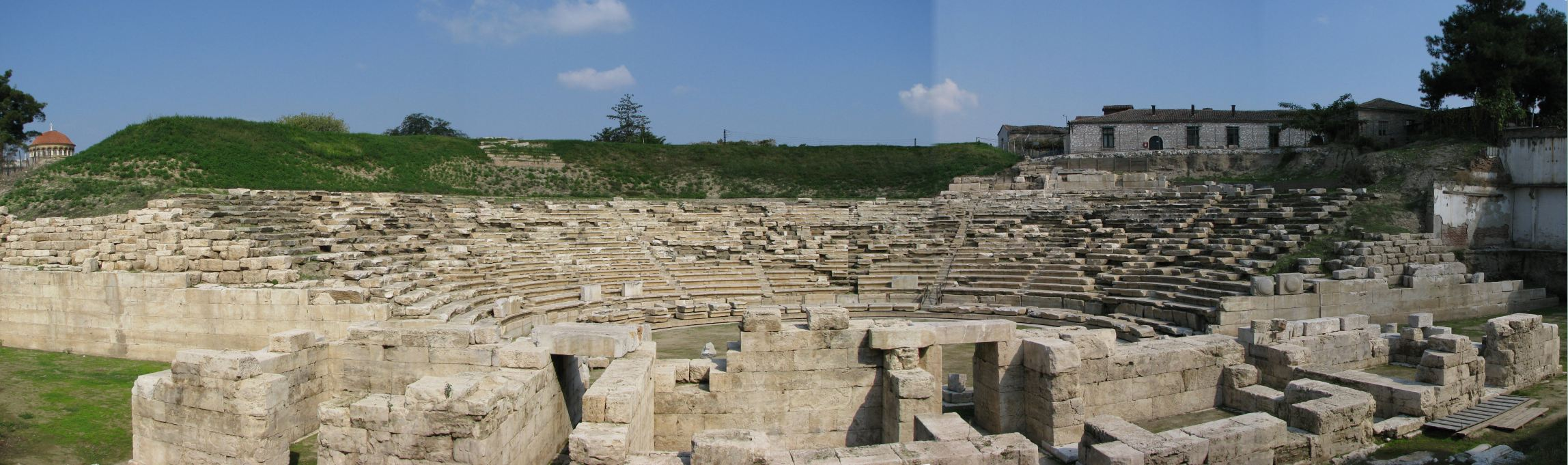
Teatre antic de la ciutat de Larisa.

Filó de Larisa (grec antic: Φίλων, llatí: Philon; Larisa de Tessàlia, segles II i I aC) fou un filòsof grec.
Durant quinze anys fou deixeble de Clitòmac Àsdrubal, que llavors dirigia l'Acadèmia. Succeí a aquest l'any 110 aC, i va romandre a Atenes fins a l'any 88 aC. Aquell any, per les agitacions del país degudes a la guerra de Mitridates VI Eupator, es traslladà a Roma. Allí obrí una escola de filosofia i d'oratòria, i entre els seus alumnes es comptava Ciceró, el qual ens parla d'ell en moltes de les seves obres. Numeni d'Apamea i Sext Empíric el presenten com el fundador d'una quarta Acadèmia, recolzant-se en el fet que rectificà el probabilisme o semi-escepticisme en què aquella escola havia caigut en mans d'Arcesilau de Pítana i Carnèades.
Per influx del seu mestre Clitòmac, en un principi Filó es mostrà adversari dels estoics, ampliant la crítica de la seva teoria del coneixement; però més tard, ja establert a Roma, adoptà una posició diferent. Suposava que el pensament que guià en Carnèades i els seus addictes no diferia fonamentalment del de Plató, i així entenia continuar l'obra d'aquells, cosa que comportà un retorn al dogmatisme. No negava que la representació vingués d'un objecte, però si la possibilitat de demostrar que fos semblant a ell.
El criteri de la fantasia catalèotica dels estoics li semblava inadmissible. La seva actitud sembla respondre al desig d'evitar les conseqüències de l'escepticisme absolut. A més, es proposava, en la seva filosofia portar a l'home per mitjans teòrics a la felicitat, com el metge el condueix a la salut. Les seves idees no són conegudes per Ciceró, Sext Empíric, Plutarc, Estobeu, i Diògenes Laerci i altres escriptors de l'antiguitat.
Les idees de Filó de Larisa són simptomàtiques, perquè responen a l'estat d'esperit de l'època en què conflueixen la cultura grega i romana i comença l'eclecticisme.